# 櫻市
櫻市（日语：／ Sakura shi */?）是日本关东地方栃木县中部的一个市级行政区，设立于2005年，由原盐谷郡氏家町与喜连川町合并而成，面积约 125.46 平方公里。该市地处栃木县中部内陆区域，与宇都宫市、矢板市等多地相邻。樱市属于内陆型气候，冬季干燥、夏季湿热，农业与工业均较为发达。
1. ↑  . www.city.tochigi-sakura.lg.jp.   [2025-07-05] （日语）.
2. ↑  . Google Maps.   [2025-07-05] （中文（中国大陆））.